# Eka
Eka és un prefix que s'ha utilitzat històricament per a elements químics que encara no han estat descoberts, o elements que encara no han rebut un nom.
Per aquests elements es fa servir el prefix eka- (amb guió o sense) afegit al nom de l'element que es troba just a sobre a la taula periòdica. Això és perquè els elements que es troben al mateix grup tenen propietats químiques similars. Així doncs, durant un temps del seu descobriment el neptuni fou conegut com a eka-reni. El mateix nom fou utilitzat més tard pel bohri, quan es veié que els actínids formaven una sèrie a part a la taula periòdica.
El prefix, que en sànscrit significa "un" (en el sentit que l'element es troba una posició per sota) fou utilitzat per Mendeléiev, que el feu servir per donar un nom als elements que havien d'ocupar els "forats" de la seva taula periòdica. Així doncs, encunyà els noms "eka-silici" (germani), "eka-alumini" (gal·li) i "eka-bor" (escandi).